# Huperzia helleri
Huperzia helleri là một loài thực vật có mạch trong Họ Thạch tùng. Loài này được (Herter) Kartesz & Gandhi mô tả khoa học đầu tiên năm 1991.